# Lahuta e Malsis
Lahuta e Malsis (engelska: The Highland Lute, svenska: Höglandets fiddla) är ett albanskt nationalverk skrivet av den albanske katolske prästen och franciskanen Gjergj Fishta år 1937. Verket kallas också av albanska författare och akademiker för den albanska Iliaden och räknas som Albaniens största och viktigaste litterära verk. Boken, med närmare 30 sånger och 17 000 verser, är skriven med rimmande poesi och melankolisk och heroisk dramatik som beskriver albanernas kamp mot turkar och slaver. Fishta började skriva på boken 1905 och blev klar 1937. Boken nämner albanernas ledare Skanderbeg som stred mot osmanerna, Oso Kukas kamp mot montenegrinerna och många andra albanska frihetskämpar och deras uppoffring. I boken kritiserar Fishta de europeiska stormakterna som under 1800-talet gav bort albanskt territorium till Serbien och Montenegro. Boken räknas generellt som ett av Balkans viktigaste verk från tidigt 1900-tal.

## Gestaltning
Bokens sånger reciteras med en lahuta. Kända albanska recitatörer är Cun Lajci.

## Historia
När kommunisterna fick makten i Albanien efter andra världskriget, kritiserades Fishta skarpt av myndigheterna och anklagades för att sprida anti-slavisk propaganda. Boken brändes och totalförbjöds. I Kosovo däremot tilläts den av Tito och albanerna lyssnade ofta på recitationer för att bibehålla sin etniska och nationalistiska anda och identitet.

## Översättning
Den första engelska översättningen gjordes av Robert Elsie och Janice Mathie-Heck år 2006. Någon svensk översättning finns inte.